# Кузнецовка (Іглінський район)
Кузнецо́вка (рос. Кузнецовка, башк. Кузнецовка) — присілок у складі Іглінського району Башкортостану, Росія. Входить до складу Кальтовської сільської ради.
Населення — 58 осіб (2010; 66 в 2002).
Національний склад:
- росіяни — 53 %
- білоруси — 47 %